# Turnerkamp
Le Turnerkamp, ou Cima di Campo en italien, est une montagne qui s’élève à 3 416 ou 3 420 m d’altitude dans les Alpes de Zillertal, à la frontière entre l'Autriche et l'Italie.